# Tereza Margarida do Coração de Maria
Maria Luiza Rezende Marques (Borda da Mata, 24 de diciembre de 1915 - Três Pontas, 14 de noviembre de 2005) fue una monja carmelita del interior del estado de Minas Gerais.
Adoptando por su nombre religioso Tereza Margarida do Coração de Maria, también fue conocida como "Nuestra Madre" en virtud de su acogida, oraciones y consejos a quienes la buscaban. El trabajo para su beatificación comenzó en julio de 2011. En mayo de 2023, el Papa Francisco reconoció sus virtudes heroicas.

## Beatificación

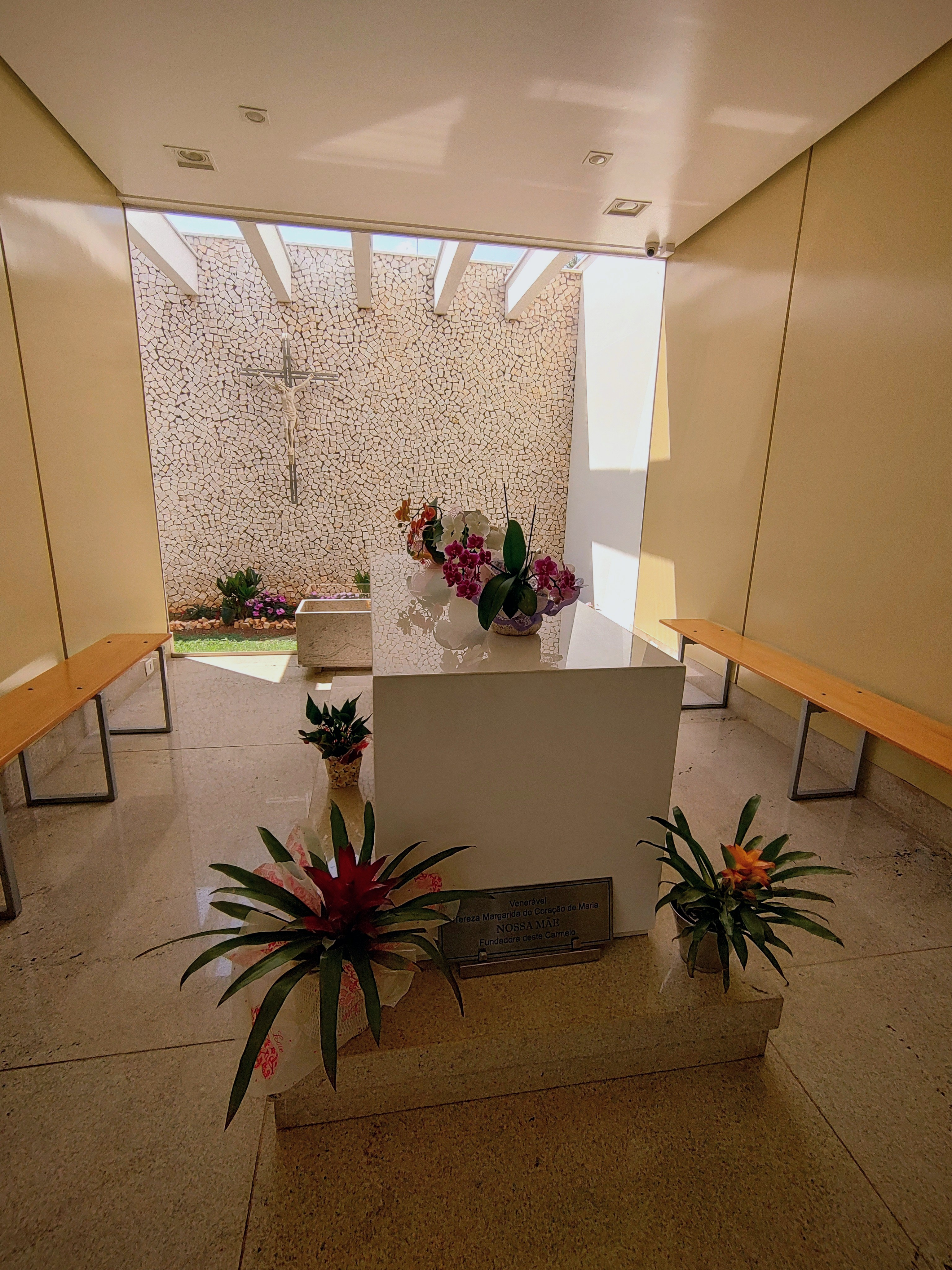
Tumba donde está enterrada, ubicada dentro del carmelo que ella fundó

Después de su muerte, se le atribuyeron muchos relatos de gracias alcanzadas. El 7 de julio de 2011, después de recibir el nihil obstat, comenzaron los trabajos para su beatificación, recibiendo así el título de Sierva de Dios. El 4 de mayo de 2012 comenzó la fase diocesana del proceso, con la recogida de testimonios sobre el legado de Nuestra Madre. La fase se completó el 12 de mayo del año siguiente, y todo el material sobre el legado de la Madre Teresa fue enviado a la Congregación para la Causa de los Santos en el Vaticano. El 20 de mayo de 2023, el Papa Francisco acogió con satisfacción la opinión positiva de la misma congregación y le otorgó oficialmente el título de Venerable. El postulador de esta causa es el Dr. Paolo Vilotta.